# Liste der Bodendenkmale im Landkreis Schaumburg

Landkreis Schaumburg in Niedersachsen

In der Liste der Bodendenkmale im Landkreis Schaumburg sind die Bodendenkmale im Landkreis Schaumburg aufgeführt. Die Quelle ist der Denkmalatlas Niedersachsen. Die Angaben in den einzelnen Listen ersetzen nicht die rechtsverbindliche Auskunft der zuständigen Denkmalschutzbehörde.
| Bild | Gemeinde                   | Bodendenkmalliste                        | Wappen | Lage | Ortsteile |
| ---- | -------------------------- | ---------------------------------------- | ------ | ---- | --- |
|      | Auetal                     | siehe Ortsteile                          |        |      | - Altenhagen, Antendorf, Bernsen - Borstel, Escher, Hattendorf - Kathrinhagen, Klein Holtensen, Poggenhagen - Raden - Rannenberg - Rehren, Rolfshagen - Schoholtensen - Westerwald, Wiersen |
|      | Bückeburg                  | siehe Ortsteile                          |        |      | - Achum - Baum - Bergdorf - Bückeburg - Cammer - Evesen - Meinsen-Warber - Müsingen - Rusbend - Scheie                                                                                      |
|      | Samtgemeinde Eilsen        | Es sind keine Bodendenkmale ausgewiesen  |        |      | |
|      | Samtgemeinde Lindhorst     | siehe Ortsteile                          |        |      | - Beckedorf - Heuerßen - Lindhorst - Lüdersfeld |
|      | Samtgemeinde Nenndorf      | siehe Ortsteile                          |        |      | - Bad Nenndorf - Haste - Hohnhorst - Suthfeld |
|      | Samtgemeinde Niedernwöhren | siehe Ortsteile                          |        |      | - Lauenhagen - Meerbeck - Niedernwöhren - Nordsehl - Pollhagen - Wiedensahl |
|      | Samtgemeinde Nienstädt     | Es sind keine Bodendenkmale ausgewiesen  |        |      | |
|      | Obernkirchen               | Liste der Bodendenkmale in Obernkirchen  |        |      | - Gelldorf, Krainhagen - Röhrkasten, Vehlen |
|      | Sachsenhagen               | Liste der Bodendenkmale in Sachsenhagen  |        |      | |
|      | Samtgemeinde Rodenberg     | siehe Ortsteile                          |        |      | - Apelern - Hülsede - Lauenau - Messenkamp - Pohle - Rodenberg - Schmarrie |
|      | Stadthagen                 | siehe Ortsteile                          |        |      | - Enzen, Habichhorst-Blyinghausen, Hobbensen - Hörkamp-Langenbruch - Krebshagen, Obernwöhren, Probsthagen - Reinsen - Stadthagen - Wendthagen-Ehlen                                         |
|      | Wölpinghausen              | Liste der Bodendenkmale in Wölpinghausen |        |      | |

Ortsteile in schwarzer Schrift weisen keine Bodendenkmale aus.